# 梅特·索倫森
梅特·索倫森（丹麥語：Mette Sørensen，1975年5月28日—），婚後改名梅特·凡達爾姆（Mette van Dalm），是一名已退役丹麥女子羽球運動員，出生於奧爾堡。
梅特·索倫森曾參加2000年奧運會羽球比賽女子單打項目。她在第三輪被擊敗，因此排名第九。1999年，她贏得世界羽球錦標賽女子單打銅牌。2000年，她代表丹麥隊贏得歐洲冠軍。她也曾獲得1998年和2000年的歐洲羽球錦標賽女子單打銅牌。
她曾代表丹麥參加2000年優霸盃。在對陣中國的決賽中，她出賽第二單打，以8:11、1:11輸給戴韞。最終丹麥隊以0-3落敗而獲得亞軍。